# ترور خاموش
ترور خاموش مجموعه تلویزیونی در ژانر معمایی-پلیسی به کارگردانی احمد معظمی و نویسندگی حسین تراب‌نژاد و هومان فاضل است که نخستین بار در شهریور ۱۳۹۸ از شبکه یک سیما پخش شد. این سریال به معضلات اجتماعی مانند مواد مخدر و نیز به حوزه امنیت می‌پردازد.

## موضوع
موضوع این سریال امنیت نرم است و بر مبنای واقعیت و یکی از پرونده‌های حساس در چند سال اخیر نوشته شده است؛ پرونده‌ای که تا اکنون رسانه‌ای هم نشده و مردم در قالبی دراماتیک برای اولین بار از آن مطلع می‌شوند. از دیگر سرفصل‌های «ترور خاموش» که با هدف کاهش آسیب‌های اجتماعی تولید شده، معضلات و ناهنجاری‌هایی است که از جمله آن می‌توان به طلاق، مواد مخدر و حاشیه نشینی اشاره کرد.

## بازیگران
| بازیگر         | نقش                       | توضیحات نقش                                                              | وضعیت نقش |
| -------------- | ------------------------- | ------------------------------------------------------------------------ | --------- |
| سعید راد       | سعید صفایی                | مأمور امنیتی                                                             | مرده      |
| پرویز فلاحی‌پور | مسعود صبوحی               | قاچاقچی مواد مخدر، رابط ایران و اروپا، پدر حمید و الهه، همسر لیلا و پونه | مرده      |
| ستاره اسکندری  | مینا شفقتی                | مؤسس آموزشگاه، همسر سروش و نخبه شیمی                                     | مرده      |
| پریوش نظریه    | لیلا فرخنده               | همسر اول مسعود و مادر حمید و الهه                                        | زنده      |
| ابوالفضل همراه | احمد اخوت                 | مأمور امنیتی و همکار سعید                                                | زنده      |
| حمید شریف‌زاده  | حمید                      | پسر مسعود و مستندساز                                                     | زنده      |
| مهدخت مولایی   | فرزانه                    | همکلاسی حمید و مستندساز                                                  | زنده      |
| رضا مولایی     | سروش همتی                 | همسر مینا، مؤسس آموزشگاه (تدریس) شیمی، متخصص کامپیوتر و هکر              | زنده      |
| جلال فاطمی     | جلال                      | مأمور امنیتی و دوست سعید                                                 | زنده      |
| سامیه لک       | الهه                      | خواهر حمید و دختر مسعود و لیلا                                           | زنده      |
| شایسته ایرانی  | نغمه                      | معتاد و خواهر نیلوفر                                                     | مرده      |
| امیرمحمد زند   | نوید نیکخواه              | دستیار مسعود                                                             | مرده      |
| رؤیا میرعلمی   | آدریانا باگراتینی         | جاسوس                                                                    | زنده      |
| سپیده خداوردی  | پونه                      | زن دوم مسعود                                                             | زنده      |
| حمیدرضا عطایی  | مرتضی                     | بازپرس و مأمور امنیتی                                                    | زنده      |
| سمیرا حسینی    | نیلوفر                    | خواهر نغمه                                                               | مرده      |
| ژیلا آل‌ارشاد   | سمیه                      |                                                                          | زنده      |
| نازنین فراهانی | پروانه رضوانی/ نوبرتا بکر | قاچاقچی مواد مخدر و سلطان کوکائین اروپا                                  | زنده      |
| حسن اسدی       | میرزاده                   | قاچاقچی مواد مخدر                                                        | مرده      |
| مریم بوبانی    | عمه فرزانه                |                                                                          | زنده      |
| صفا آقاجانی    | پروین                     | مادر لیلا                                                                | زنده      |
| آوا دارویت     | فلورا                     | دستیار الهه                                                              | زنده      |
| هادی نوری      | رامین                     | جاسوس مسعود                                                              | زنده      |
| آرین اویسی     | رضا                       | مامور امنیتی                                                             | زنده      |
| مهران میرزایی  | محمد                      | مامور امنیتی                                                             | مرده      |
| سعید نورالهی   | مهرداد                    | پدر مسعود                                                                | زنده      |

## حواشی
بخشی از صحنه‌های مربوط به مرگ یکی از شخصیت‌های قصه در قسمت هفدهم سریال ترور خاموش از شبکه یک سیما حذف شد. این سانسور بخشی از زندگی کاراکتر نیلوفر با بازی سمیرا حسینی را شامل می‌شد که در این سریال نقش یک «بادی پَکر» را بازی می‌کند اما حذف این صحنه‌ها که حدود پنج دقیقه است، واکنش کارگردان را به همراه داشت. احمد معظمی، کارگردان این سریال، ضمن انتقاد از این اقدام آن را توهین‌آمیز تلقی کرد.
خبرگزاری فارس در یک گزارش پس از پخش سریال مدعی شد که حدود ۲۵۰۰ نفر از مخاطبانش نسبت به پخش سریال ترور خاموش به دلیل کشف حجاب بازیگران این سریال اعتراض کرده‌اند و از مدیران شبکه یک سیما خواست تا پخش این سریال را متوقف کنند. اعتراض خبرگزاری فارس به بازی ستاره اسکندری در این سریال است. در بخشی از این گزارش آمده است: «صدا و سیمای نظام اسلامی اولین بستر برای به شهرت رسیدن چهره‌های هنری بوده، برخی از هنرپیشه‌ها با خط گرفتن از معاندین هم از شهرت و موقعیت به‌دست آمده استفاده می‌کنند و هم ارزش‌ها و هنجارهای دینی و اخلاقی را هتک می‌کنند. خانم‌ها مهدخت مولایی و ستاره اسکندری نیز اخیراً با انتشار تصاویر کشف حجابشان احساسات دینی را جریحه‌دار کردند، ممنوع‌التصویری حداقل‌ترین واکنش نسبت هنجارشکنی آن‌ها است. با این وجود پخش تیزر سریالی با عنوان ترور خاموش از سیما، که دو بازیگر نامبرده از بازیگران اصلی آن هستند مایه تعجب و تأسف است؛ لذا از مسئولان امر لغو پخش این مجموعه تلویزیونی را خواستاریم.»
حاشیه دیگر این سریال مخالفت صداوسیما با پخش تیتراژ با صدای مازیار فلاحی بود که پس از لغو این تیتراژ، ترانه ارث اجدادی با صدای رضا یزادنی جایگزین آن شد»

## جوایز و نامزدها
| سال  | جشنواره               | رده                    | دریافت‌کننده | نتیجه    |
| ---- | --------------------- | ---------------------- | ----------- | -------- |
| ۱۳۹۹ | بیستمین دوره جشن حافظ | بهترین بازیگر مرد درام | سعید راد    | نامزدشده |